# Phlegra procera
Phlegra procera är en spindelart som beskrevs av Wesolowska, Cumming 2008. Phlegra procera ingår i släktet Phlegra och familjen hoppspindlar. Inga underarter finns listade i Catalogue of Life.